# Rolf Dotevall
Rolf Dotevall, född 1953, är jur. dr och sedan 2002 professor i handelsrätt vid Handelshögskolan vid Göteborgs universitet.
Han avlade juris kandidatexamen vid Lunds universitet 1979 och disputerade 1989 vid Stockholms universitet på avhandlingen Skadeståndsansvar för styrelseledamot och verkställande direktör.